# Kolbeinn Tumason
Kolbeinn Tumason (ur. ok. 1173, zm. 9 września 1208 pod Víðines) – islandzki wódz, poeta. Jeden z najpotężniejszych przywódców na wyspie na przełomie XII i XIII wieku. Należał do szanowanego klanu Ásbirningar. Największe wpływy osiągnął około 1200 roku.
Po 1201 roku popadł w konflikt z katolickim biskupem Hólaru Guðmundurem Arasonem. Biskup dążył do uniezależnienia duchowieństwa od wpływów władców świeckich, a w szczególności ustanowienia niezależnego sądownictwa w sprawach dotyczących wiary i Kościoła na Islandii. W 1208 roku Kolbeinn Tumason wraz z członkami klanu zaatakował Guðmundura i jego zwolenników pod Víðines, niedaleko siedziby biskupa. Tumason poległ w bitwie uderzony kamieniem w głowę, a rozbite wojska klanu rozpierzchły się.

## Heyr himna smiður
Pomimo otwartego konfliktu z biskupem Arasonem, Kolbeinn Tumason był uważany za bardzo religijnego człowieka.
Na łożu śmierci napisał najsłynniejszy islandzki hymn "Heyr himna smiður", który do dziś jest wykonywany przez islandzkie chóry. Muzykę do utworu skomponował Þorkell Sigurbjörnsson niemal po 700 latach od powstania tekstu.
Tekst i tłumaczenie:
Heyr, himna smiður, 

hvers skáldið biður.

Komi mjúk til mín

miskunnin þín.

Því heit eg á þig,

þú hefur skaptan mig. 

Eg er þrællinn þinn,

þú ert drottinn minn.

Guð, heit eg á þig,

að þú græðir mig.

Minnst þú, mildingur, mín,

mest þurfum þín.

Ryð þú, röðla gramur,

ríklyndur og framur,

hölds hverri sorg 

úr hjartaborg.

Gæt þú, mildingur, mín,

mest þurfum þín,

helzt hverja stund 

á hölda grund.

Send þú, meyjar mögur,

málsefnin fögur,

öll er hjálp af þér, 

í hjarta mér.
Słuchaj, kowalu niebios,

o co proszą poeci.

Zstąp we mnie lekko

w swym miłosierdziu.

Wołam do ciebie,

bo ty mnie stworzyłeś.

Jestem twoim niewolnikiem,

a Ty moim Panem.

Boże, wołam do ciebie

byś mnie uleczył.

Pamiętaj o mnie, miły królu.

Ciebie najbardziej potrzebujemy.

Wypędź, o królu słońca,

łaskawy i wielki,

wszelki smutek ludzki

z miasta serca.

Czuwaj nade mną, łaskawy królu,

Ciebie najbardziej potrzebujemy,

w każdym momencie

na świecie ludzi.

Ześlij nam, synu dziewicy,

dobre cele,

wszelka pomoc pochodzi od ciebie,

w mym sercu.